# 福岡町 (豊橋市)
福岡町（ふくおかちょう）は、愛知県豊橋市の地名。

## 地理
豊橋市中央部に位置する。東は南小池町、西は富本町、南は北丘町、北は小池町に接する。

## 歴史

### 人口の変遷
国勢調査による人口および世帯数の推移。
| 1995年（平成7年）  | 100世帯 217人 |  |
| 2000年（平成12年） | 107世帯 216人 |  |
| 2005年（平成17年） | 104世帯 198人 |  |
| 2010年（平成22年） | 113世帯 199人 |  |
| 2015年（平成27年） | 105世帯 194人 |  |

### 沿革
- 1878年（明治11年） - 渥美郡橋良村・小池村・山田村・小松新田・佐藤村・小浜村が合併し、同郡福岡村が成立[2]。
- 1889年（明治22年） - 市制町村制による福岡村となる[2]。大字はなかった[2]。
- 1906年（明治39年） - 渥美郡高師村大字福岡となる[2]。
- 1924年（大正13年） - 渥美電鉄（のちに豊橋鉄道渥美線）が開業し、同地内に小池駅が設置される[2]。
- 1932年（昭和7年） - 高師村の豊橋市併合に伴い、同市小松町・山田町・小池町・佐藤町・小浜町・富本町・橋良町・南栄町となる[2]。
- 1934年（昭和9年） - 豊橋市小池町の一部から同市福岡町が改めて編成される[2]。

## 交通
- 国道259号[1]
- 豊橋鉄道渥美線[1]
- 愛知県道豊橋環状線[1]

## 施設
- 福岡郵便局[1]

### WEB
1. ↑  “愛知県豊橋市の町丁・字一覧”.   人口統計ラボ. 2023年4月13日閲覧。
2. ↑  総務省統計局 (2017年1月27日). “平成27年国勢調査の調査結果(e-Stat) - 男女別人口及び世帯数 －町丁・字等” (CSV). 2021年7月21日閲覧。
3. ↑  “愛知県豊橋市の郵便番号一覧”.   日本郵便. 2023年4月13日閲覧。
4. ↑  “市外局番の一覧” (PDF).   総務省 (2022年3月1日). 2022年3月22日閲覧。
5. ↑  総務省統計局 (2014年3月28日). “平成7年国勢調査の調査結果(e-Stat) - 男女別人口及び世帯数 －町丁・字等” (CSV). 2021年7月20日閲覧。
6. ↑  総務省統計局 (2014年5月30日). “平成12年国勢調査の調査結果(e-Stat) - 男女別人口及び世帯数 －町丁・字等” (CSV). 2021年7月20日閲覧。
7. ↑  総務省統計局 (2014年6月27日). “平成17年国勢調査の調査結果(e-Stat) - 男女別人口及び世帯数 －町丁・字等” (CSV). 2021年7月21日閲覧。
8. ↑  総務省統計局 (2012年1月20日). “平成22年国勢調査の調査結果(e-Stat) - 男女別人口及び世帯数 －町丁・字等” (CSV). 2021年7月21日閲覧。
9. ↑  総務省統計局 (2017年1月27日). “平成27年国勢調査の調査結果(e-Stat) - 男女別人口及び世帯数 －町丁・字等” (CSV). 2021年7月21日閲覧。

### 書籍
1. 1 2 3 4 5 6  「角川日本地名大辞典」編纂委員会 1989, p. 1795.
2. 1 2 3 4 5 6 7  「角川日本地名大辞典」編纂委員会 1989, p. 1160.